# Невестяска
Невестяска (рум. Nevesteasca) — село у повіті Прахова в Румунії. Входить до складу комуни Поденій-Ной.
Село розташоване на відстані 73 км на північ від Бухареста, 22 км на північний схід від Плоєшті, 146 км на захід від Галаца, 79 км на південний схід від Брашова.

## Населення
За даними перепису населення 2002 року у селі проживали 368 осіб. Усі жителі села рідною мовою назвали румунську.
Національний склад населення села:
| Національність | Кількість осіб | Відсоток |
| -------------- | -------------- | -------- |
| румуни         | 326            | 88,6%    |
| цигани         | 42             | 11,4%    |